# Акведук около Леоберсдорфа
Действующий акведук около Леоберсдорфа (нем. Aquädukt Leobersdorf) входит в первую (из двух) линий доставки высокогорной воды в Вену. Является защищенным памятником архитектуры Австрии. Находится в западной части долины Тристинга, в коммуне Леоберсдорф, к юго-западу от одноименного населенного пункта.
Строительство велось между 1870 и 1873 годами. Акведук имеет внушительную длину около 1065 м, но бо́льшая ее часть невидима. Полностью открыты только 22 арки (каждая примерно 9,5 м в ширину), еще 134 скрыты под насыпями. Эти арки значительно меньше, около 3,8 м. Высота просвета открытых арок примерно 5 м, полная высота сооружения — до 8,9 м. В открытой области акведук имеет два легких изгиба, придающих ему S-образную форму.
В северной своей части акведук пересекает Тристинг. Пять арок, составляющих мост через реку, еще до завершения проекта были разобраны и перестроены из-за неудовлетворительного качества исполнения. При этом, претензий к другим 135 аркам, выполненным к тому моменту, не было.
В 800 м к северу от пересечения Тристинга, водовод пересекает Triestinghochwassergraben — канал для отвода излишков воды реки во время наводнений, который коммуна Леоберсдорф начала строить еще в 1846 году и закончила только между 1924 и 1930. Возведенный здесь двухарочный мини-акведук не относится к первоначальному проекту и не является памятником архитектуры.
В XX веке менее чем в двухстах метрах восточнее акведука прошел автобан A2.